# Association des professionnels du cinéma de Macédoine
 (août 2025).
L'Association des professionnels du cinéma de Macédoine (en macédonien : Друштво на филмски работници на Македонија, abrégé DFRM) est une organisation fondée le 21 mai 1950 à Skopje, qui regroupe les professionnels du secteur cinématographique en Macédoine du Nord. Jovan Boškovski est élu premier président de la DFRM.

## Objectifs
L'association a pour mission de promouvoir le cinéma macédonien, de soutenir les professionnels du secteur, et de favoriser la reconnaissance internationale des métiers du cinéma, notamment à travers la création du Festival international du film des frères Manaki.

## Activités
L'association est notamment connue pour avoir fondé le Festival international du film des frères Manaki en 1979, à Bitola, un festival dédié à l'art de la direction de la photographie.
Elle organise également les Journées du film macédonien dans le cadre du festival Golden Frame (Златна рамка), qui récompense les professionnels du cinéma pour leur contribution artistique et technique.

## Membres
L'association regroupe des réalisateurs, scénaristes, producteurs, acteurs, techniciens, enseignants et chercheurs du domaine cinématographique. Elle constitue un réseau dynamique qui reflète la diversité et la richesse du cinéma macédonien.